# Ню Норсия
Ню Норсия, или Нова Норсия (на английски: New Norcia) е град, монашеска община и абатство в щата Западна Австралия. Разположен е на брега на река Мур, на 132 км. (82 мили) северно от Пърт, с който го свързва Великата Северна магистрала. Ню Норсия е единственото монашеско селище в Австралия. На 8 км южно от града се намира наземна станция на Европейската космическа агенция.

## История
Селището е основано през 1846 г., като католическа мисия, от двама испански бенедиктински монаси – Росендо Салвадо и Хосе Сера, с цел християнизация на австралийските аборигени. Кръстено е на град Норча в Умбрия, Северна Италия – родно място на основателя на ордена Свети Бенедикт Нурсийски. От самото начало идеята на двамата монаси основатели е да създадат община, базирана на добродетелите на християнската религия, независима от външния свят, затворена в себе си и отдадена на общуването с Бог. Монасите донасят със себе си своя европейски опит в земеделието, строителството, архитектурата, както и строгите норми на Бенедиктинския орден. С много труд и усилия, мисията постепенно се превръща в плодороден оазис. На 12 март 1867 г. папа Пий IX дава на Нова Норсия статут на абатство. Около манастира постепенно възниква селище с жилищни и стопански постройки, училища и църкви.
Град Ню Норсия е изграден в испански архитектурен стил. Сред забележителностите на селището са абатската църква, в която е гробницата на основателя Розендо Салвадо, две училища-интернати – „Сан Илдефонсо“ и „Санта Гертруда“, старата мелница, винена изба, пекарна, странноприемница, музей, художествена галерия, и самият бенедиктински манастир.

## Абати
- Rosendo Salvado, 12 март 1867 – 29 декември 1900,
- Fulgentius Torres, 1902 – 6 октомври 1914,
- Anselm Catalan, 1915 – 1951,
- Gregory Gomez, 1951 – 1971,
- Bernard Rooney, 31 март 1974 – 15 юни 1980,
- Placid Spearritt, 29 януари 1997 – 4 октомври 2008,
- John Herbert, от 23 януари 2009.

От 1983 г. до 1997 г. абатството е на подчинение на епархията на Пърто, и се управлява от са били потиснати в епархията в Пърт и се управлява от Placid Spearritt, като администратор.

## Стопанство
В наши дни абатството подпомага издръжката си чрез богатото манастирско стопанство. Абатството има собствени маслинени насаждения и лозя, и произвежда зехтин, мед, вино, ликьори, абатска бира „New Norcia Abbey Ale“, хляб, сладкиши, бисквити и др., като задоволява всички хранителни потребности на монасите (понастоящем само осем) и учениците в двата манастирски колежа.